# Ixora djambica
Ixora djambica är en måreväxtart som beskrevs av Cornelis Eliza Bertus Bremekamp. Ixora djambica ingår i släktet Ixora och familjen måreväxter. Inga underarter finns listade i Catalogue of Life.